# Javaörn
Javaörn (Nisaetus bartelsi) är en starkt utrotningshotad fågel i familjen hökar. Den är Indonesiens nationalfågel. 

## Utseende och läte
Javaörnen är en medelstor (60 cm), skogslevande örn med en svart lång och ofta lodrät tofs spetsad med vitt.  Adult fågel har svart mustaschstreck och hjässa. Den har kastanjebrun huvudsida och nacken, mörkbrun rygg och vingar samt en lång och brun, svartbandad stjärt. Strupen är vit med ett mörkt lodrätt streck medan resten av undersidan är rostbandat vitaktig. Liknande orientörnen saknar rostfärgade kinder och den långa tofsen. Arten är tystlåten, men kan ibland låta avge tunna gläfsande skrin.

## Utbredning och systematik
Fågeln förekommer i fuktiga tropiska skogar på ön Java i Indonesien. Den behandlas som monotypisk, det vill säga att den inte delas in i några underarter. Tidigare placerades den i släktet Spizaetus, men genetiska studier visar att de inte är varandras närmaste släktingar.

## Levnadssätt
Javaörnen är idag huvudsakligen begränsad till skogar i förberg och bergstrakter. Den kretsar ofta, men kan också sitta tystlåtet i trädtaket. 

## Status och hot
Javaörnen har en mycket liten världspopulation bestående av endast 300 till 500 häckande individer. Den tros också minska i antal till följd av störningar och habitatförstörelse. Internationella naturvårdsunionen IUCN kategoriserar därför arten som starkt hotad.

## Namn
Fågelns vetenskapliga artnamn hedrar Max Eduard Gottlieb Bartels (1871-1936), holländsk naturforskare verksam på Java 1895-1936.

## I kulturen
Javaörnen är Indonesiens nationalfågel.